# 村尾清一
村尾 清一（むらお　きよかず、1922年 - ）は、日本のジャーナリスト、文筆家。

## 経歴
香川県香川郡直島町生まれ。京都三高から、東京大学法学部政治学科卒業。
二代目・週刊新潮編集長の野平健一は旧三高時代の同級生。仏文学者の河盛好蔵は、京都三高の同じフランス文学のクラスの先輩だった。
終戦3年目の1948年に読売新聞社に入社し、社会部記者となる。
1953年 中東特派員で英国エリザベス女王の戴冠式を取材。1954年3月には第五福竜丸事件のスクープ報道に関わり、放射性降下物について「死の灰」という造語で伝えた。同年1月に、辻本芳雄（社会部次長）のもとで原子物理学に関する解説連載記事「ついに太陽をとらえた」に関わっていたことが早い初動につながったという。
朝日新聞の佐々克明らと文芸誌『新潮』で「新潮雑談」という時事コラム欄の執筆をするようになり、それは10年くらい続いた。そこから週刊新潮へと時事問題の記事が引き継がれ、新潮ジャーナリズムの原型となった。齋藤十一に起用されて創刊間もない『週刊新潮』にも関わった。
読売新聞社ではその後、論説委員や取締役を務めた。
1981年日本記者クラブ賞受賞。
日本エッセイスト・クラブ理事長。
本田靖春を引き立てた人物であり、本田が尊敬する人物である。
江戸しぐさをコラム「よみうり寸評」で肯定的に紹介し、江戸しぐさ提唱者の芝三光を越川禮子に引き合わせるなど、1980年代になって創作された江戸しぐさを広める役割を果たした。

## 著書
- 鉛筆の芯 よみうり寸評17年 読売新聞社, 1986.11
- 新・手紙読本 講談社, 1987.6
- 日本人の手紙 岩波書店, 2004.2

## 参考
- シリーズ 江戸しぐさの誕生とその系譜[リンク切れ]
- 森功『鬼才　伝説の編集人齋藤十一』幻冬舎、2021